# Abacetodes
Abacetodes is een geslacht van kevers uit de familie van de loopkevers (Carabidae). De wetenschappelijke naam van het geslacht werd in 1939 gepubliceerd door Stefano Lodovico Straneo.

## Soorten
- Abacetodes gilvipes (Boheman, 1848)
- Abacetodes harpaloides (Peringuey, 1896)
- Abacetodes mauroaeneus (Motschulsky, 1864)
- Abacetodes nanniscus (Peringuey, 1896)